# Ctenophorus salinarum
Ctenophorus salinarum là một loài thằn lằn trong họ Agamidae. Loài này được Storr mô tả khoa học đầu tiên năm 1966.